# Al'fred Garrievič Šnitke

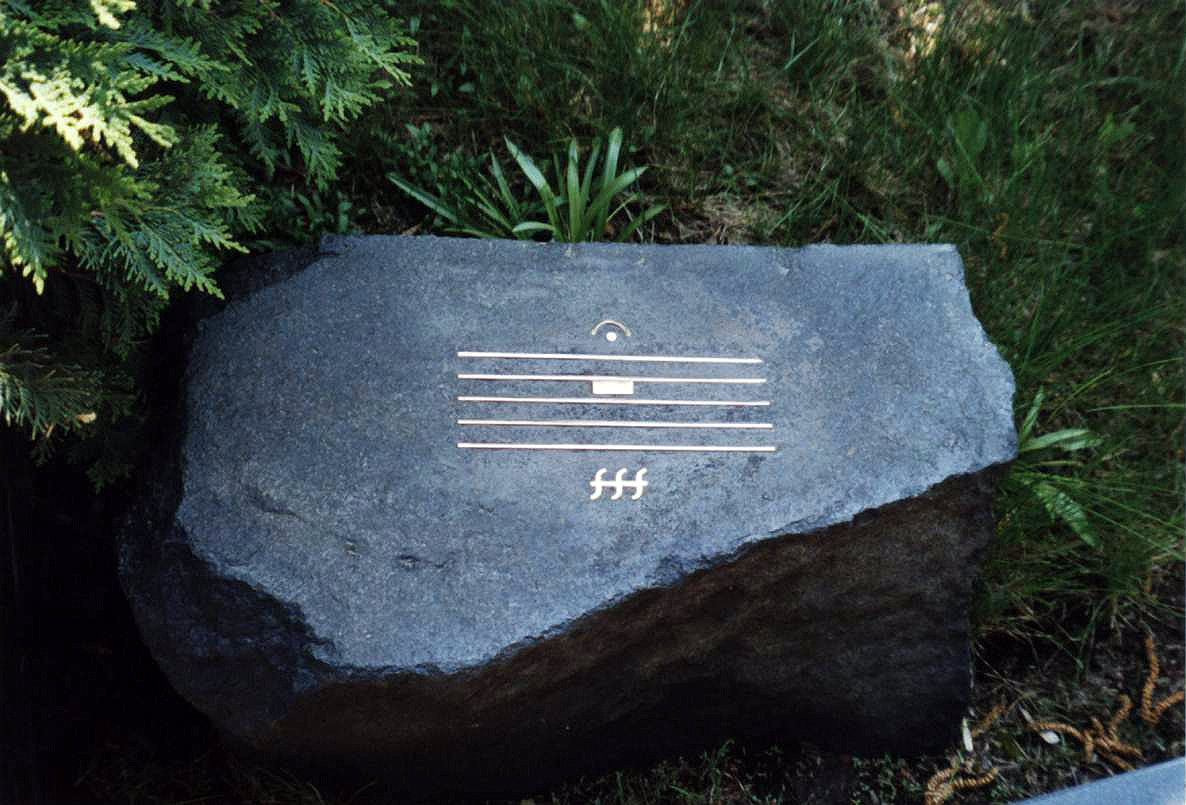
Tomba di Schnittke

Al'fred Garrievič Šnitke in russo Альфред Гарриевич Шнитке?, conosciuto come Alfred Schnittke (Ėngel's, 24 novembre 1934 – Amburgo, 3 agosto 1998) è stato un compositore e pianista russo.

## Biografia
Suo padre nacque a Francoforte da una famiglia di origini ebraiche che si trasferì poi in Unione Sovietica nel 1926 e sua madre era una tedesca del Volga, nata in Russia.
Al'fred Šnitke nacque ad Ėngel's nella Repubblica del Volga della federazione Russa, nell'Unione Sovietica. Iniziò gli studi musicali nel 1946 a Vienna dove suo padre, giornalista e traduttore, era stato inviato. Nel 1948 la famiglia si trasferì a Mosca. Si diplomò in composizione al Conservatorio di Mosca nel 1961 e vi insegnò dal 1962 al 1972. In seguito si guadagnò da vivere prevalentemente grazie alla composizione di colonne sonore cinematografiche. Šnitke si convertì al cristianesimo, e la sua fede fu caratterizzata da un profondo misticismo che influenzò la sua musica. Negli anni sessanta studiò al Conservatorio di Mosca dove, tra i suoi insegnanti di composizione, ci fu Evgenij Golubev.
Šnitke fu spesso oggetto di attenzione da parte della burocrazia sovietica. La sua prima sinfonia fu messa al bando dal Sindacato dei compositori nel 1974 e inoltre, dopo la sua astensione da un voto all'interno del sindacato stesso nel 1980, gli venne impedito di uscire dall'Unione Sovietica. Nel 1985, Šnitke ebbe un ictus che lo lasciò in coma per un certo periodo. In diverse occasioni fu vicino alla morte, ma recuperò e continuò a comporre. Nel 1990 Šnitke lasciò l'Unione Sovietica e si stabilì ad Amburgo dove morì il 3 agosto 1998 dopo anni di grossi problemi di salute e diversi attacchi apoplettici.

## Le opere
La musica giovanile di Šnitke mostra una forte influenza di Dmitrij Šostakovič, mentre dopo la visita del compositore italiano Luigi Nono nell'Unione Sovietica adottò la tecnica seriale in opere quali Musica per pianoforte e orchestra da camera (1964). 
Scoperta l'avanguardia musicale negli anni '50, Šnitke trae ispirazione con pari spessore da J.S.Bach, dalla musica da ballo, dal madrigale, dai canti del folklore russo, dalla tradizione sacra, dall'avanguardia, dall'elettronica e dal jazz, ponendosi come tramite tra la cultura tedesca e quella russa.
Tuttavia Šnitke si stancò presto di ciò che egli definì come "riti adolescenziali di autonegazione seriale" e passò a un nuovo stile che è stato definito "polistilismo", dove musica di differenti stili tradizionali e contemporanei sono giustapposti in stretta prossimità (il compositore una volta scrisse: "Lo scopo della mia vita è unificare musica colta e leggera, anche se per farlo dovessi rompermi l'osso del collo" - "The goal of my life is to unify serious music and light music, even if I break my neck in doing so"). La prima composizione concertistica ad adottare la tecnica polistilistica è la Sonata n.2 per violino e pianoforte ('Quasi una sonata') (1967-68), ma l'influenza della produzione di Šnitke per il cinema sulla sua evoluzione stilistica si manifesta nel fatto che molta della musica di quest'opera deriva dalla colonna sonora del film The Glass Harmonica. Continuò a sviluppare la tecnica polistilistica in lavori come la Sinfonia n.1 (1969-72) e il Concerto grosso n.1 (1977), ma compose anche opere stilisticamente più uniformi, come il Quintetto per pianoforte e archi (1972-76), dedicato alla memoria della madre.
Negli anni ottanta, la musica di Šnitke iniziò ad essere maggiormente nota anche all'estero, in parte grazie anche alle esibizioni di artisti emigrati dall'Unione Sovietica, quali i violinisti Gidon Kremer e Mark Lubotsky. Nonostante i ripetuti e quasi costanti problemi di salute, Šnitke ha prodotto una grande quantità di opere, tra cui si annoverano il Quartetto per archi n.2 (1980), il Quartetto per archi n.3 (1983) e il Trio per archi (1985); la Faust Cantata (1983), in seguito inglobata nell'opera Historia von D. Johann Fausten); il balletto Peer Gynt (1985-87); la Sinfonia n.3 (1981) e la Sinfonia n.4 (1984), e la Quinta sinfonia/Quarto concerto grosso; il Concerto n.1 per violoncello e orchestra (1985-86) e il Concerto per viola e orchestra (1985) eseguito in prima assoluta al Concertgebouw di Amsterdam diretto da Bernard Haitink.
Nel 1992 va in scena allo Het Muziektheater di Amsterdam Žizn' s idiotom (Vita con un idiota), opera in 2 atti su libretto di Viktor Jerofejev diretta da Mstislav Rostropovič.
In seguito al peggioramento delle sue condizioni di salute, la musica di Šnitke perse molto del suo estroverso polistilismo e assunse uno stile più spoglio e ritirato. Il Quartetto per archi n.4 (1989) e le Sinfonie n.6 (1992), n.7 (1993) e n.8 (1994) ne sono un esempio, e alcuni allievi di Šnitke come Gerald McBurney hanno affermato che questi ultimi lavori rappresentano la parte più determinante della sua produzione. Dopo un ulteriore ictus nel 1994 che lo lasciò quasi completamente paralizzato, Šnitke cessò di comporre, con l'eccezione di alcuni brevi pezzi emersi nel 1997 e della Sinfonia n.9, lasciata incompleta a causa della morte dell'autore.